# Corridos verdes
Los corridos verdes, junto a los corridos tumbados, son un subgénero del corrido mexicano.
Estos también suelen ser una fusión de otros géneros de música regional mexicana dado que pueden incluir guitarra electro-acústica, guitarra de doce cuerdas, bajo acústico, bajo quinto, batería, acordeón, bajo eléctrico, tuba, sousafón y tololoche.

## Origen
"Son corridos que hablan acerca de la marihuana, por eso es que se llaman 'corridos verdes'"
Alex Guerra (vocalista de Legado 7)

En California, desde el 1 de enero de 2018, el cultivo de la marihuana para uso recreativo y medicinal es lícito, así como lo es con ciertas restricciones en 8 estados de la nación. De ahí que el grupo sea originario de este lugar. 
Legado 7 es reconocido como uno de los grupos pioneros en los corridos verdes, porque su temática es la marihuana.

“Aquí en Estados Unidos, en donde generalmente andamos trabajando, es legal la mariguana, la gente puede ir a comprarla, yo no soy consumidor, de hecho no fumo, pero aquí la gente puede ir y comprarla, es por eso que yo no le canto a la persona que distribuye la mariguana, sino al que la consume… Puede ser una persona profesional que le gusta la mota y un día se compra su cigarrito y luego se va la oficina a trabajar, eso no quiere decir que sea una persona de un oficio malo. Por eso en mi tema Rolling one, es una rola para todos los que les gusta la mariguana”
Lenin Ramírez

### Artistas destacados
Entre los artistas destacados se encuentran:
- Legado 7
- Los hijos de García
- T3R Elemento
- El de la Guitarra
- Lenin Ramírez